# 蔡茂
蔡茂（前24年—47年），表字子礼，河内郡怀縣（今河南省焦作市武陟县阳城乡）人，西汉末期、东汉初期政治人物。

## 生平
| 姓名           | 蔡茂                                                                                          |
| 時代           | 西汉時代 - 东汉時代                                                                           |
| 生没年         | 前24年（陽朔元年）-47年（建武二十三年）                                                       |
| 字・別号       | 子礼（字）                                                                                    |
| 本貫・出身地等 | 司隶河内郡怀縣                                                                                |
| 職官           | 博士〔西汉（試用）〕→議郎〔西汉〕 →侍中〔西汉〕→議郎〔东汉〕 →广汉太守〔东汉〕→大司徒〔东汉〕 |
| 爵位・号等     | -                                                                                             |
| 陣营・所属等   | 漢哀帝?→漢平帝→孺子嬰→竇融→汉光武帝                                                           |
| 家族・一族     | 〔不詳〕                                                                                      |

漢哀帝、漢平帝时蔡茂以儒学知名，試用为博士，对于治理災害的政策答案優异，升任議郎，转任侍中。居摄年間因病辞职，他不仕于王莽。
新末天下騒乱，蔡茂与竇融交好，于是投奔占据河西的竇融。竇融任命蔡茂为張掖郡太守，蔡茂固辞，接受俸給以供家用。
後和竇融一起被汉光武帝征召，再被任命为議郎，转任广汉郡太守。广汉郡（今四川省广汉市）陰氏賓客多次犯禁，蔡茂不怕外戚，糾弹他们的罪责。蔡茂政績優秀。洛陽令董宣弹劾汉光武帝的姐姐湖陽公主劉黄，蔡茂喜欢董宣的剛直，以禁止朝廷外戚专横的目的，建議光武帝任用董宣。光武帝采纳了他的意见。
建武二十年（44年）四月，大司徒戴渉因罪下獄而死，同年六月，蔡茂继任大司徒。在任中，清廉不懈怠。
建武二十三年（47年）五月初八，蔡茂在任上去世，享年七十二岁。

## 延伸阅读
[在维基数据编辑]
 《後漢書/卷26》，出自范晔《後漢書》